# Del tirón al galope
Del tirón al galope es una película documental española de 2019 dirigida por Iago Barreiro y protagonizada por diferentes entrevistados entre los que destacan José Luis Sánchez Noriega, Juan Carlos Delgado y Jordi Cadena que a través del cine quinqui busca mostrar la cara B de la España de la Transición y los años 80.
- Datos: Q85867322